# Exocentrus albomaculicollis
Exocentrus albomaculicollis är en skalbaggsart som beskrevs av Stefan von Breuning 1968. Exocentrus albomaculicollis ingår i släktet Exocentrus och familjen långhorningar. Inga underarter finns listade i Catalogue of Life.